# Hausen (Argowia)
Hausen (do 2003 Hausen bei Brugg) – gmina (niem. Einwohnergemeinde) w północnej Szwajcarii, w kantonie Argowia, w okręgu Brugg. 31 grudnia 2014 liczyła 3382 mieszkańców.

## Współpraca
Miejscowość partnerska:
- Hausen im Wiesental, Niemcy